# Татарская ратуша (Казань)
Татарская ратуша — купеческая управа для управления делами татарских купцов и мещан, проживавших в Старо-Татарской и Ново-Татарской слободах города Казани в 1781–1855 годах.

## Ратуши
В России городовые ратуши возникли на основании указа Сената от 5 июля 1728 года. Наряду с городовыми магистратами они являлись судебно-административными органами городского самоуправления. В отличие от магистратов, в ведении которых находилось все управление городом: уголовный и гражданский суд, полицейские и хозяйственные дела, ратуши обладали более простым устройством и меньшими полномочиями. Им было подчинено, в первую очередь, городское купеческое сословие.

## Татарская ратуша
Татарская ратуша была учреждена в Казани в 1781 году после разрешениям татарам в 1776 году записываться в российское купечество, а также в соответствии с реформой местного самоуправления Екатерины II. Руководящий состав ратуши подлежал выборам каждые три года. Отбор кандидатов производился из числа купцов и предпринимателей лояльных к царской династии. Так в выборах 1784 года участвовали 132 жителя Старо-Татарской и 106 жителя Ново-Татарской слобод. Было избрано руководство ратуши, состоявшее из городского головы, двух бургомистров, 4 ратманов, старосты, двух словесных судей и других.
В 1784 году в Татарскую ратушу входило 238 членов-пайщиков. К 1797 году их число выросло до 262 семейств, или 2290 душ обоего пола.
В 30–40 х годах XIX века службы ратуши располагались в доме Юнусовых, расположенном на пересечении улиц Парижская Коммуна и Московская (д. 13/55).

## Городские головы
- Мухамет Мусич Апанаев
- Ибрагим Губайдуллович Юнусов (1844, 1845-1848, 1854–1855)